# Myospila dubia
Myospila dubia är en tvåvingeart som först beskrevs av Stein 1920.  Myospila dubia ingår i släktet Myospila och familjen husflugor. Inga underarter finns listade i Catalogue of Life.